# Idiomacromerus bimaculipennis
Idiomacromerus bimaculipennis är en stekelart som beskrevs av Crawford 1914. Idiomacromerus bimaculipennis ingår i släktet Idiomacromerus och familjen gallglanssteklar. Inga underarter finns listade i Catalogue of Life.